# Peter Conzelmann
Peter Conzelmann (* 4. Februar 1954 in Zweibrücken) ist ein deutscher Brigadegeneral außer Dienst des Heeres der Bundeswehr.

## Leben
Conzelmann trat beim Panzerbataillon 144 in Koblenz in die Bundeswehr ein. 1975 begann er ein Studium an der Hochschule der Bundeswehr Hamburg, das er als Diplom-Kaufmann abschloss. Anschließend war er ab 1978 Zugführer in den Panzerbataillonen 144 und 341 und ab 1981 Kompaniechef im Panzerbataillon 344 in Koblenz.
Von 1985 bis 1987 absolvierte Conzelmann den 28. Generalstabslehrgang Heer an der Führungsakademie der Bundeswehr in Hamburg, wo er zum Offizier im Generalstabsdienst ausgebildet wurde. Danach wurde er Abteilungsleiter G2 (Militärisches Nachrichtenwesen) der 1. Panzerdivision in Hannover. 1990 nahm er am 24. Army Command and Staff Course am Staff College Camberley der British Army im Vereinigten Königreich teil und wurde 1991 G3 Plans im Hauptquartier der Northern Army Group der NATO im JHQ Rheindahlen in Mönchengladbach. Von 1993 bis 1995 führte er als Bataillonskommandeur das Panzerbataillon 373 in Doberlug-Kirchhain und wurde 1995 Heeresverbindungs-Stabsoffizier zum Staff College Camberley und Deutscher Verbindungsoffizier zur Joint Services Command and Staff College in Bracknell im Vereinigten Königreich. Ab 1999 war er Abteilungsleiter G1 (Personalwesen) im fusionierten Wehrbereichskommando VII/13. Panzergrenadierdivision in Leipzig und ab 2001 Branch Chief Manpower im Internationalen Militärstab im NATO-Hauptquartier in Brüssel in Belgien. 2005 übernahm er den Posten des Gruppenleiters G3 IV 1 (Organisation) im Heeresamt am Dienstsitz Euskirchen und ab 2008 des Abteilungsleiters I (Heeresoffiziere) im Personalamt der Bundeswehr in Köln. 2011 wurde er Referatsleiter I 4 in der Abteilung Personal-, Sozial- und Zentralangelegenheiten im Bundesministerium für Verteidigung (BMVg) auf der Hardthöhe in Bonn, zuständig für Einzelpersonalführung Heeresoffiziere, und 2012 Referatsleiter II 2 in der Personalabteilung des BMVg, zuständig für Einzelpersonalführung Offiziere der Bundeswehr.
Conzelmann war ab 2013 Abteilungsleiter Personal (Assistent Chief of Staff J1) im Supreme Headquarters Allied Powers Europe der NATO in Mons in Belgien. Zum 1. August 2016 wurde er in den Ruhestand versetzt.
Conzelmann ist verheiratet.